# Martin George Brennan
Martin George Brennan (* 1949 in Kalifornien) ist ein ehemaliger US-amerikanischer Botschafter.

## Leben
Martin George Brennan studierte an der University of California, Berkeley Afrikawissenschaften (Bachelor 1971) und absolvierte anschließend das Master-Programm der Johns Hopkins School of Advanced International Studies.
Nach seinem Abschluss 1976 trat er in den auswärtigen Dienst ein. Martin Brennan war akkreditiert in Ruanda, Burkina Faso, Taiwan, Thailand und Äthiopien. In Thailand, Kambodscha, Vietnam und Laos arbeitete er mit Flüchtlingen. Im Außenministerium der Vereinigten Staaten leitete er kommissarisch die Abteilung südliches Afrika, welche auch die Friedensprozesse in Angola und Mosambik betreut.
Am 1. Juli 2007 zog Martin Brennan zurück nach Berkeley und wurde Leiter des dortigen Studentenwohnheims International House.